# Bobró
Bobró (szlovákul Bobrov) község Szlovákiában, a Zsolnai kerület Námesztói járásában.

## Fekvése
Námesztótól 7 km-re északkeletre, az Árvai-víztározó északi partján fekszik.

## Története
1564-ben „Bobrowa” néven említik először. A falu a 16. század közepén a vlach jog alapján keletkezett, az árvai uradalomhoz tartozott. 1592-ben Árva várának ura, Thurzó György megerősítette jogaiban a falu alapítóját, Bobrói Mihályt. 1592-ben „Buobrowe”, 1598-ban „Bobrowo”, 1615-ben „Buobrow” néven szerepel az írott forrásokban. 1778-ban 984 lakosa volt.
A 18. század végén Vályi András így ír róla: „BOBRO. Népes falu Árva Vármegyében, fekszik Namesztóhoz fél mértföldnyire, ’s néhai Gusztinyi Jánosnak vólt Nyitrai Püspöknek szűletése helye, földes ura a’ Királyi Kamara, szép templomát a’ falu építtette, lakosai katolikusok, és föld miveléssel, ’s vászonnal való kereskedéssel élnek. Határja meglehetős termékenységű, réttyei jók, legelője hasznos, és tágas, második Osztálybéli.”
1818-ban mezővárosi rangot kapott. 1828-ban 181 házában 1571 lakos élt. Lakói állattenyésztéssel, kőfaragással, gyolcskészítéssel foglalkoztak. 1849 és 1867 között járási székhely volt.
Fényes Elek 1851-ben kiadott geográfiai szótárában így ír a faluról: „Bobró, tót mező-város, Árva vármegyében, 1495 kath., 6 evang., 70 zsidó lak. Kath. paroch. templom. 15 6/8 sessio. – Vizimalmok. Kő- és kőszén-bányák. Lakosai sok gyolcsot, vásznat csinálnak s ezekkel Bolgár-, Moldvaországokba, Krimmbe nevezetes kereskedést űznek. A számos festők tulajdon czéhet tesznek. F. u. az árvai urad. Ut. postája Rosenberg.”
1918 után szlovák–lengyel zavargások voltak itt. A trianoni diktátumig Árva vármegye Námesztói járásához tartozott.
1945-ben a felszabadító harcokban is károkat szenvedett.

## Népessége
| Év:            | 1994. | 2004.   | 2014.    | 2024.    |
| -------------- | ----- | ------- | -------- | -------- |
| Emberek száma: | 1441  | 1530    | 1739     | 2084     |
| Eltérés:       |       | +6,17 % | +13,66 % | +19,83 % |

| Év:            | 2023. | 2024.   |
| -------------- | ----- | ------- |
| Emberek száma: | 2042  | 2084    |
| Eltérés:       |       | +2,05 % |

1910-ben 1293, túlnyomórészt szlovák lakosa volt.
2001-ben 1496 lakosából 1483 szlovák volt.
2011-ben 1643 lakosából 1569 szlovák.

## Nevezetességei
- Idősebb Szent Jakab plébániatemploma 1753-ban épült, később bővítették.
- A falu kis kápolnája 1894-ben épült.
- Kézművesház a Plátenicka-kúriában.